# Henri Maillot (résistant)
Pour les articles homonymes, voir Henri Maillot.
Henri Maillot est un militaire français né à Chambéry (Savoie) le 30 mars 1899. Il est le cousin du général de Gaulle.
Il participa activement à la résistance notamment en Corse alors occupée par les Italiens. Il prend une part active à la libération de la Corse en septembre 1943. En janvier 1944, il est délégué à l'Assemblée consultative provisoire d'Alger. Après la guerre, il est conseiller municipal d'Ajaccio.
En mai 1958, il anime le comité de salut public d'Ajaccio au lendemain des événements d'Alger.
Henri Maillot est décédé le 2 juillet 1987 à Ajaccio où il est inhumé.

## Décorations
- Commandeur de la Légion d'honneur
- Compagnon de la Libération - décret du 16 août 1944
- Croix de guerre 1939–1945 (3 citations)
- Croix de guerre des Théâtres d'opérations extérieurs
- Médaille de la Résistance française
- Croix du combattant 1914-1918
- Croix du combattant volontaire de la Résistance
- Insigne des blessés militaires
- Médaille coloniale agrafe "Maroc"
- Ordre de l'Empire britannique à titre civil